# Grieks kampioenschap waterpolo heren
–De A1 Ethniki (in het Grieks Α1 Εθνική Κατηγορία) is de hoogste competitie voor waterpolo in Griekenland. De organisatie is in handen van KOE, de Helleense Zwembond. Het wordt beschouwd als een van de grote Europese competities.
De naam van de competitie is in de loop der tijd wel veranderd:
- Van 1927-28 tot 1965-66: Panhelleens Championship
- Van 1966-1967 tot 1985-1986: Een Ethniki
- Vanaf 1986/87 tot nu toe: A1 Ethniki

## Griekse landskampioenen Heren
| Seizoen | Club                                               |
| ------- | -------------------------------------------------- |
| 1923    | Piraikos Sindesmos (Piraeus Vereniging)            |
| 1926    | Ethnikos OFPF                                      |
| 1927    | Olympiakos SFP                                     |
| 1928    | AS Aris                                            |
| 1929    | AS Aris                                            |
| 1930    | AS Aris                                            |
| 1931    | Ethnikos OFPF                                      |
| 1932    | AS Aris                                            |
| 1933    | Olympiakos SFP                                     |
| 1934    | Olympiakos SFP                                     |
| 1935    | NO Patras                                          |
| 1936    | Olympiakos SFP                                     |
| 1937    | NO Patras                                          |
| 1938    | NO Patras                                          |
| 1939    | NO Patras                                          |
| 1940    | NO Patras                                          |
| 1941    | Geen competitie in verband met Tweede Wereldoorlog |
| 1942    | Geen competitie in verband met Tweede Wereldoorlog |
| 1943    | Geen competitie in verband met Tweede Wereldoorlog |
| 1944    | Geen competitie in verband met Tweede Wereldoorlog |
| 1945    | NO Patras                                          |
| 1946    | NO Patras                                          |
| 1947    | Olympiakos SFP                                     |
| 1948    | Ethnikos OFPF (3)                                  |
| 1949    | Olympiakos SFP                                     |
| 1950    | NO Patras                                          |
| 1951    | Olympiakos SFP                                     |
| 1952    | Olympiakos SFP                                     |
| 1953    | Ethnikos OFPF                                      |
| 1954    | Ethnikos OFPF                                      |
| 1955    | Ethnikos OFPF                                      |
| 1956    | Ethnikos OFPF                                      |
| 1957    | Ethnikos OFPF                                      |
| 1958    | Ethnikos OFPF                                      |

| Seizoen   | Club                         |
| --------- | ---------------------------- |
| 1959      | Ethnikos OFPF                |
| 1960      | Ethnikos OFPF                |
| 1961      | Ethnikos OFPF                |
| 1962      | Ethnikos OFPF                |
| 1963      | Ethnikos OFPF                |
| 1964      | Ethnikos OFPF                |
| 1965      | Ethnikos OFPF                |
| 1966      | Ethnikos OFPF                |
| 1967      | Ethnikos OFPF                |
| 1968      | Ethnikos OFPF                |
| 1969      | Ethnikos OFPF Olympiakos SFP |
| 1970      | Ethnikos OFPF                |
| 1971      | Olympiakos SFP               |
| 1972      | Ethnikos OFPF                |
| 1973      | Ethnikos OFPF                |
| 1974      | Ethnikos OFPF                |
| 1975      | Ethnikos OFPF                |
| 1976      | Ethnikos OFPF                |
| 1977      | Ethnikos OFPF                |
| 1978      | Ethnikos OFPF                |
| 1979      | Ethnikos OFPF                |
| 1980      | Ethnikos OFPF                |
| 1981      | Ethnikos OFPF                |
| 1982      | Ethnikos OFPF                |
| 1983      | Ethnikos OFPF                |
| 1984      | Ethnikos OFPF                |
| 1985      | Ethnikos OFPF                |
| 1986      | ANO Glyfada                  |
| 1986–1987 | ANO Glyfada                  |
| 1987–1988 | Ethnikos OFPF                |
| 1988–1989 | ANO Glyfada                  |
| 1989–1990 | ANO Glyfada                  |
| 1990–1991 | NO Vouliagmeni               |

| Seizoen   | Club           |
| --------- | -------------- |
| 1991–1992 | Olympiakos SFP |
| 1992–1993 | Olympiakos SFP |
| 1993–1994 | Ethnikos OFPF  |
| 1994–1995 | Olympiakos SFP |
| 1995–1996 | Olympiakos SFP |
| 1996–1997 | NO Vouliagmeni |
| 1997–1998 | NO Vouliagmeni |
| 1998–1999 | Olympiakos SFP |
| 1999–2000 | Olympiakos SFP |
| 2000–2001 | Olympiakos SFP |
| 2001–2002 | Olympiakos SFP |
| 2002–2003 | Olympiakos SFP |
| 2003–2004 | Olympiakos SFP |
| 2004–2005 | Olympiakos SFP |
| 2005–2006 | Ethnikos OFPF  |
| 2006–2007 | Olympiakos SFP |
| 2007–2008 | Olympiakos SFP |
| 2008–2009 | Olympiakos SFP |
| 2009–2010 | Olympiakos SFP |
| 2010–2011 | Olympiakos SFP |
| 2011–2012 | NO Vouliagmeni |
| 2012–2013 | Olympiakos SFP |
| 2013–2014 | Olympiakos SFP |
| 2014–2015 | Olympiakos SFP |
| 2015–2016 | Olympiakos SFP |
| 2016–2017 | Olympiakos SFP |
| 2017–2018 | Olympiakos SFP |
| 2018–2019 | Olympiakos SFP |
| 2019–2020 | Olympiakos SFP |
| 2020–2021 | Olympiakos SFP |
| 2021–2022 | Olympiakos SFP |
| 2022–2023 | Olympiakos SFP |
| 2023–2024 | Olympiakos SFP |
| 2024–2025 | Olympiakos SFP |

## Meeste titels per club
| Club                                    | Aantal | Jaartallen |
| --------------------------------------- | ------ | --- |
| Olympiakos SFP                          | 39     | 1927, 1933, 1934, 1936, 1947, 1949, 1951, 1952, 1969, 1971, 1992, 1993, 1995, 1996, 1999, 2000, 2001, 2002, 2003, 2004, 2005, 2007, 2008, 2009, 2010, 2011, 2013, 2014, 2015, 2016, 2017, 2018, 2019, 2020, 2021, 2022, 2023, 2024, 2025 |
| Ethnikos OFPF                           | 38     | 1926, 1931, 1948, 1953, 1954, 1955, 1956, 1957, 1958, 1959, 1960, 1961, 1962, 1963, 1964, 1965, 1966, 1967, 1968, 1969, 1970, 1972, 1973, 1974, 1975, 1976, 1977, 1978, 1979, 1980, 1981, 1982, 1983, 1984, 1985, 1988, 1994, 2006       |
| NO Patras                               | 8      | 1935, 1937, 1938, 1939, 1940, 1945, 1946, 1950 |
| AS Aris                                 | 4      | 1928, 1929, 1930, 1932 |
| ANO Glyfada                             | 4      | 1986, 1987, 1989, 1990 |
| NO Vouliagmeni                          | 4      | 1991, 1997, 1998, 2012 |
| Piraikos Sindesmos (Piraeus Vereniging) | 1      | 1923 |